# Henry Potter
Henry Potter (n. 4 octombrie 1881, Saint Louis, Missouri, SUA – d. 24 ianuarie 1955, New York City, New York, SUA) a fost un jucător de golf ce a reprezentat Statele Unite ale Americii, medaliat olimpic. A participat la o ediție a Jocurilor Olimpice (1904) în care a câștigat o medalie de argint.

## Participări
Lista de mai jos prezintă principalele competiții la care a participat Henry Potter de-a lungul carierei.
- golf at the 1904 Summer Olympics – men's team[*]